# Il racconto del chierico
Il prologo e il racconto del chierico (The Clerk's Tale) è la nona novella scritta da Geoffrey Chaucer all'interno de I racconti di Canterbury.

## Trama
In Italia, nella regione di Saluzzo, un giovane marchese di nome Gualtieri (Walter) non aveva ancora trovato moglie quindi non c'era un erede al trono. Sotto le insistenze dei sudditi preoccupati, acconsente a sposarsi, solo a patto che sia egli stesso a scegliere la consorte più degna per lui. Dopo una lunga ricerca il giovane sovrano annuncia al popolo di aver fatto la sua scelta e che quel giorno stesso si sarebbe sposato. Tutto il popolo dunque si affolla nel piccolo villaggio per vedere la sposa ma a sorpresa il marchese si reca dinnanzi ad un umile casetta di un contadino. Entrandovi da solo chiede la mano della figlia del contadino. Quest'ultimo a dir poco perplesso acconsente e la ragazza (di nome Griselda) viene perciò portata fuori dalla casa, spogliata davanti a tutti dei suoi miseri abiti e vestita come una regina, la coppia si trasferisce a palazzo. Griselda, nonostante le sue umili origini, si dimostra anche molto abile a gestire le questioni politiche quando il marito è lontano o in viaggio. Il racconto prosegue narrando la nascita dei figli della coppia: come primogenita una bellissima bambina, e poi un bel bimbo.
Walter decide però di testare la fedeltà e l'assoluta obbedienza della moglie. Per metterla alla prova, in due distinti momenti del racconto, ci fu l'omicidio di entrambi i figli: la donna resta impassibile, ed entrambe le volte si sottomette alla volontà del marito, che ne rimane piacevolmente sorpreso. Non essendo ancora del tutto soddisfatto, il re sottopone la moglie ad una terza prova, in cui finge di ripudiarla in favore di una donna più ricca e più giovane, di nuovo la giovane acconsente alla volontà del marito. Griselda viene quindi spogliata nuovamente e coperta solo di uno straccio viene scacciata da palazzo. La ragazza torna dunque nel villaggio a casa del padre. Poco dopo Griselda viene   riconvocata a palazzo dal marchese per fare da serva e preparare il talamo nuziale alla nuova sposa che sarebbe arrivata il giorno stesso. Quando infine la "nuova moglie" si presenta a palazzo reale il sovrano smaschera la messa in scena: dichiara a Griselda, la vera moglie, il proprio amore, e le confessa che la nuova "sposa" altri non è che la loro prima figlia, che lui aveva finto di uccidere ma che invece aveva segretamente mandato a Bologna dalla sorella e che il paggetto che l'accompagnava non era altri che loro figlio. Il racconto si conclude con la nuova vestizione di Griselda con abiti maestosi.

## Fonti
La storia di Griselda e del marchese di Saluzzo è l'ultimo (X giornata, novella 10) racconto nel Decameron di Giovanni Boccaccio. Benché la raccolta boccaccesca fosse ben presente come modello a Chaucer, è anche possibile che in questo caso specifico egli abbia attinto piuttosto alla traduzione in latino proposta da Francesco Petrarca, che ebbe grande diffusione in tutta Europa.
A tal proposito è bene notare come, prima del racconto, il chierico riferisca di aver udito la novella durante i suoi viaggi di studio in Italia, e più precisamente a Padova, appunto da Petrarca.